# 莫特納龍屬
莫特納龍屬為已滅絕的蛇頸龍，生存於白堊紀晚期的南極洲。

## 研究歷史
貝托達諾組位於南極洲西摩島西南半部。於1981–1982年、1983–1984年及1984–1985年的夏天，在該地層組的古生物學探勘共發現了8具不完整的蛇頸龍骨架化石。其中之一，編號TTU P9219，包含了一個頭骨及數節頸椎。樣本發現於一處溝壑內，屬於該地層組的上層，又被稱為「軟體動物單元層（molluscan units）」。化石被保存於堅硬石灰岩質的團塊之中，這讓取出化石樣本的作業變得十分艱難，且由於其周遭土質屬永凍土，挖掘隊伍難以將覆蓋其上的土壤沉積物移除。低溫也讓石膏固定的作業難以運作，團隊必須透過露營鍋具與鋁箔來集中加熱這些石膏，防止石膏在包覆化石前就凝固。化石最後再透過工具及乙酸進行清修以移除樣本周遭的岩石。
1989年，薩克·查特吉與布萊恩·史莫將樣本TTU P9219與其他標本納入研究並發表了新屬及新種西摩島特納龍（Turneria seymourensis）。種小名來自於發現地點西摩島，屬名則是為了紀念莫特·特納（Mort Turner）博士，出自於特納博士於西摩島該地區針對古生物學相關的研究與貢獻。然而，特納龍屬的拉丁文屬名Turneria已經存在於琉璃蟻亞科下的一個屬。有鑑於此，於1994年查特吉與本·卡斯勒將特納龍屬重新命名為莫特納龍屬（Morturneria），同樣是紀念莫特·特納博士。
2003年，由蘇爾瑪‧加斯帕里尼及其同事所做的研究發現莫特納龍屬與極泳龍屬為近親，甚至提出莫特納龍可能是極泳龍（A. parvidens）的幼年個體。由於極泳龍較早命名，這使得莫特納龍屬會被視為是極泳龍屬的次異名。2017年，由F‧羅賓‧歐吉夫主導的研究重新分析了莫特納龍的頭顱化石，他們雖然同意加斯帕里尼對於該樣本屬於幼年個體的結論，但其他的差異得以將莫特納龍屬視為是獨立屬，而非極泳龍屬的異名。他們同時也發覺到保存於德克薩斯理工大學內出土自西摩島包含顱後部位的成年莫特納龍化石，雖然外型與極泳龍近似，但仍然有特徵足以分別兩者，更支持了應將兩者分別為兩個不同的屬 。在2019的研究論文中，伊莉莎白‧萊斯特將另一個於探勘中所發現的化石歸類為莫特納龍，編號為TTU P9217，包含更多頸椎、右肱骨、幾乎完整的左前肢（僅缺少肱骨近端）、及左股骨。除此之外，也有發現其他化石可能與正模標本均屬於同一個體，包含了肱骨頭、下肢骨、腕骨及三節趾骨。

## 描述
莫特納龍的前上颌骨組成其外鼻孔的前緣與內緣、上颌骨組成其餘的前緣及外緣、額骨與前額骨則組成外鼻孔的後緣。前上颌骨與上颌骨上佈滿小孔。前上颌兩側各具有八枚牙齒。上顎最前面五對牙齒具有明顯的齒槽，在這其後的齒槽越變得不明顯，上顎牙齒緊密排列類似梳子，向外延展。額骨組成眼眶上緣，前額骨則組成眼眶的前緣。額骨具明顯彎曲，前端向外側延展，可能用於保護眼睛。

## 古生物學
2003年，加斯帕里尼指出西摩島莫特納龍的正模標本屬於一頭未成年個體，肇因於其較小的體型及未癒合的脊椎骨椎弓。和其他蛇頸龍不一樣，莫特納龍下顎的牙齒為向下外翻，這讓牠們得以挖起海底的沉積物，並透過這些牙齒過濾，捕捉潛藏於其中的端足類及其他小型動物，就如同現代的灰鯨。